# Окада Сабуросукэ
Окада Сабуросукэ (яп. 岡田 三郎助 окада сабуро:сукэ, родился 12 января 1869 года в Саге; умер 23 сентября 1939 года в Токио) — японский художник стиля ёга, профессор Токийского художественного университета

## Жизнь и творчество
Родился в семье самурая по имени Исио Такаки, вассала феодального рода Набэсима. В 18-летнем возрасте был усыновлён Окадой Масадзо. Учился живописи в школе западного искусства у Соямы Кихико (яп. 曽山幸彦 со:яма кихико, 1860—1892), с 1891 года становится членом союза художников «Мэйдзи бидзюцукай» (яп. 明治美術会). После ранней смерти Соямы Окада продолжает учёбу в школе «Дайкикан» (яп. 大幸館) под руководством Хориэ Масааки (яп. 堀江正章, 1852—1932), которую заканчивает в 1893 году. В том же году Окада, под влиянием вернувшихся из Франции живописцев Сэйки Куроды и Кумэ Кэйитиро, увлекается пленэр-живописью. В 27 лет он становится ассистент-профессором отделения западной живописи (ёга) в Токийском художественном университете и одним из основателей общества «Хакубакай» (яп. 白馬会). В 1897 году Окада получает учебную стипендию министерства культуры для продолжения образования и уезжает во Францию, где работает при мастерской Рафаэля Коллена.
В 1902 году Окада возвращается из Европы на родину и становится профессором в Токийском художественном университете (среди его учеников Хасуй Кавасэ). В 37 лет он вступает в брак с Осанаи Ятиё (яп. 八千代), дочерью драматурга Каору Осанаи. В 1907 году он входит в состав жюри ежегодной художественной выставки «Момбусо бидзюцу тэнранкай» (сокращённо «Бунтэн»), организованной министерством культуры Японии. В 1912 он создаёт совместно с Фудзисимой Такэдзи «Институт западной живописи Хонго». В 1920 году становится членом Императорской академии изящных искусств. В 1930 году Окада был командирован министерством культуры Японии в Европу. В 1934 году назначается советником императорского двора по вопросам искусства. В 1937 году становится одним из первых деятелей культуры, награждённых основанным Орденом Культуры.

## Галерея

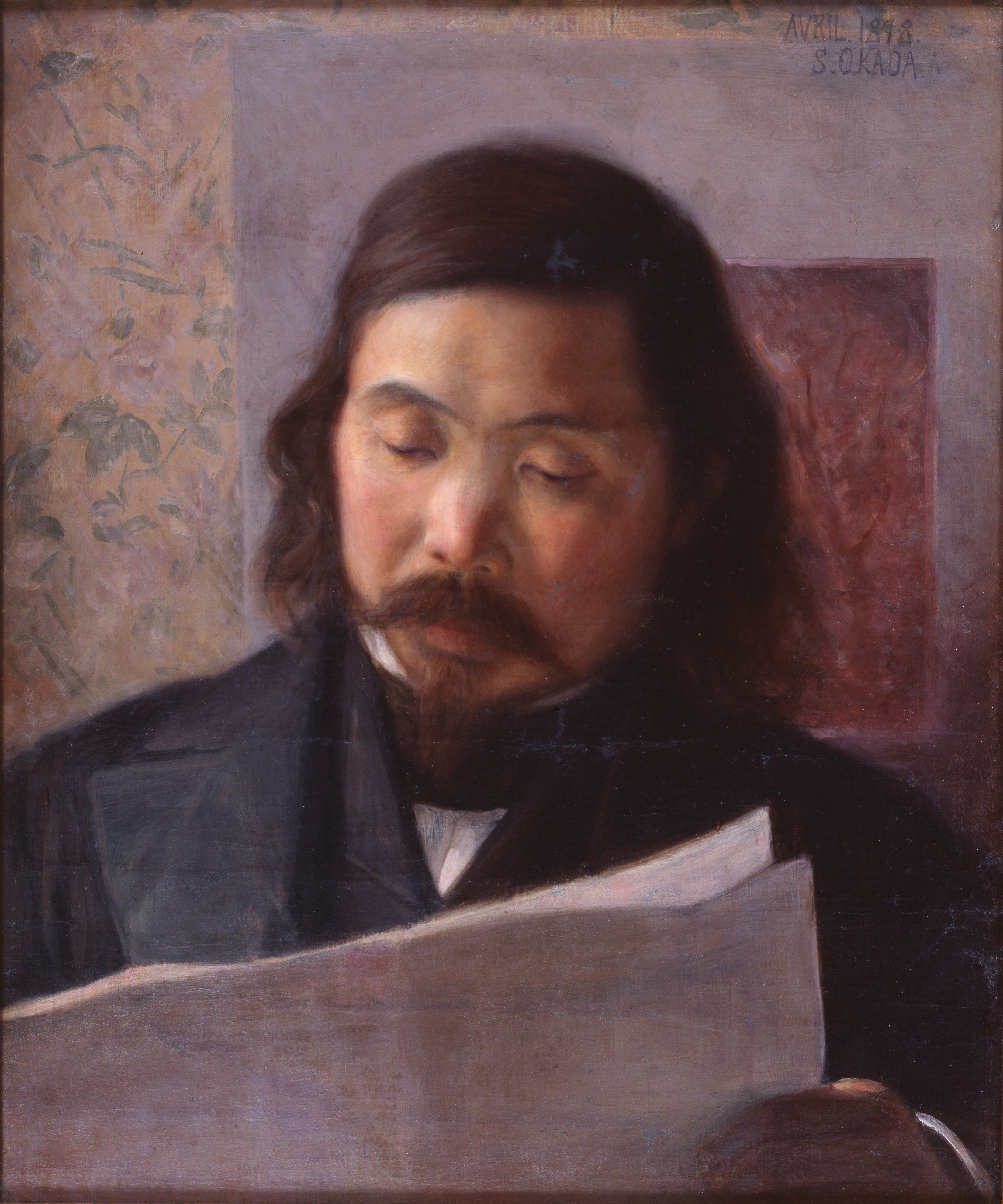
Портрет Окабэ Дзиро (1898)
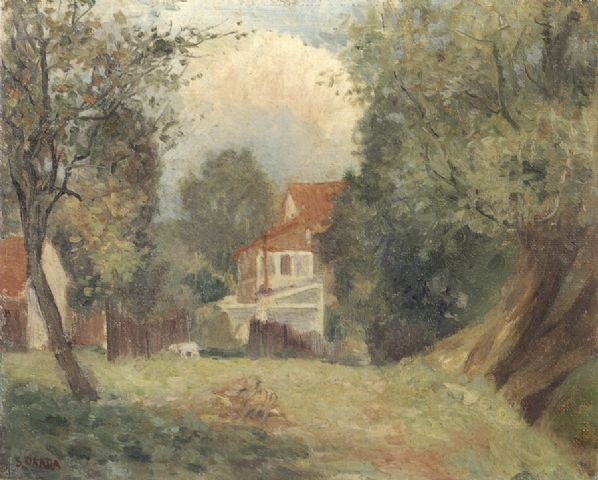
Виль-д’Авре (1899)
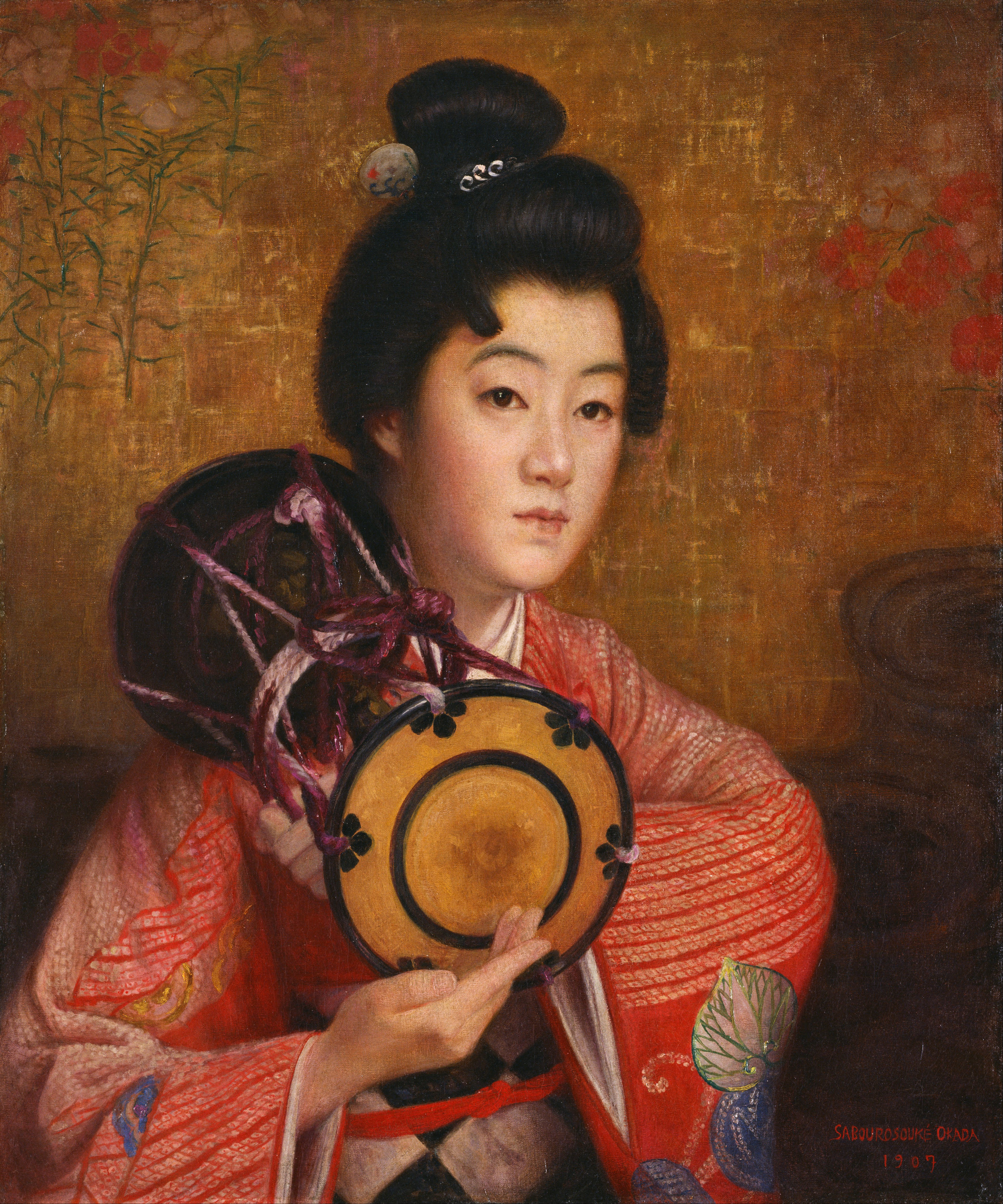
Портрет женщины (1907)
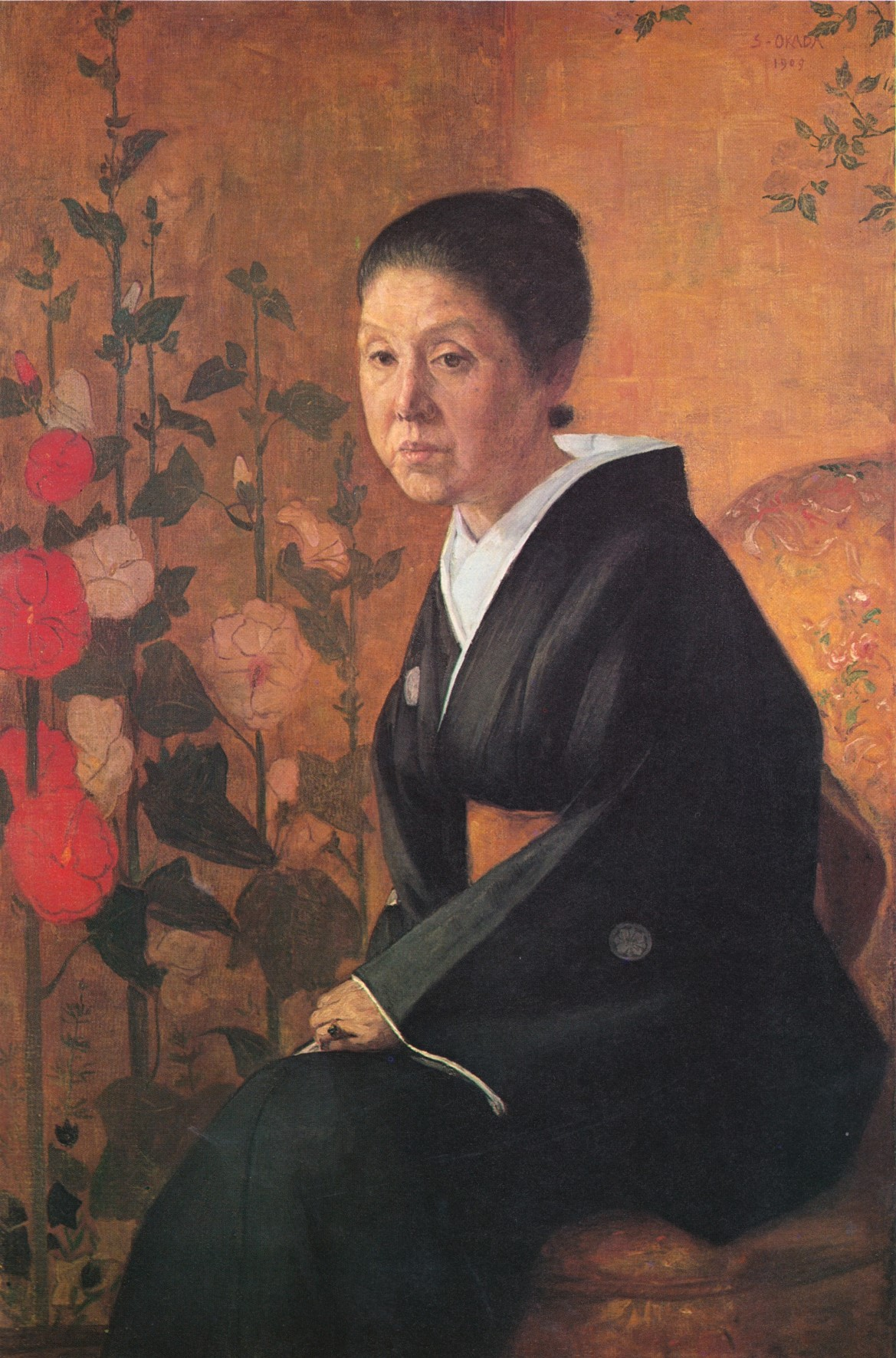
Портрет Аяко, жены Окумы Сигэнобу (1909)
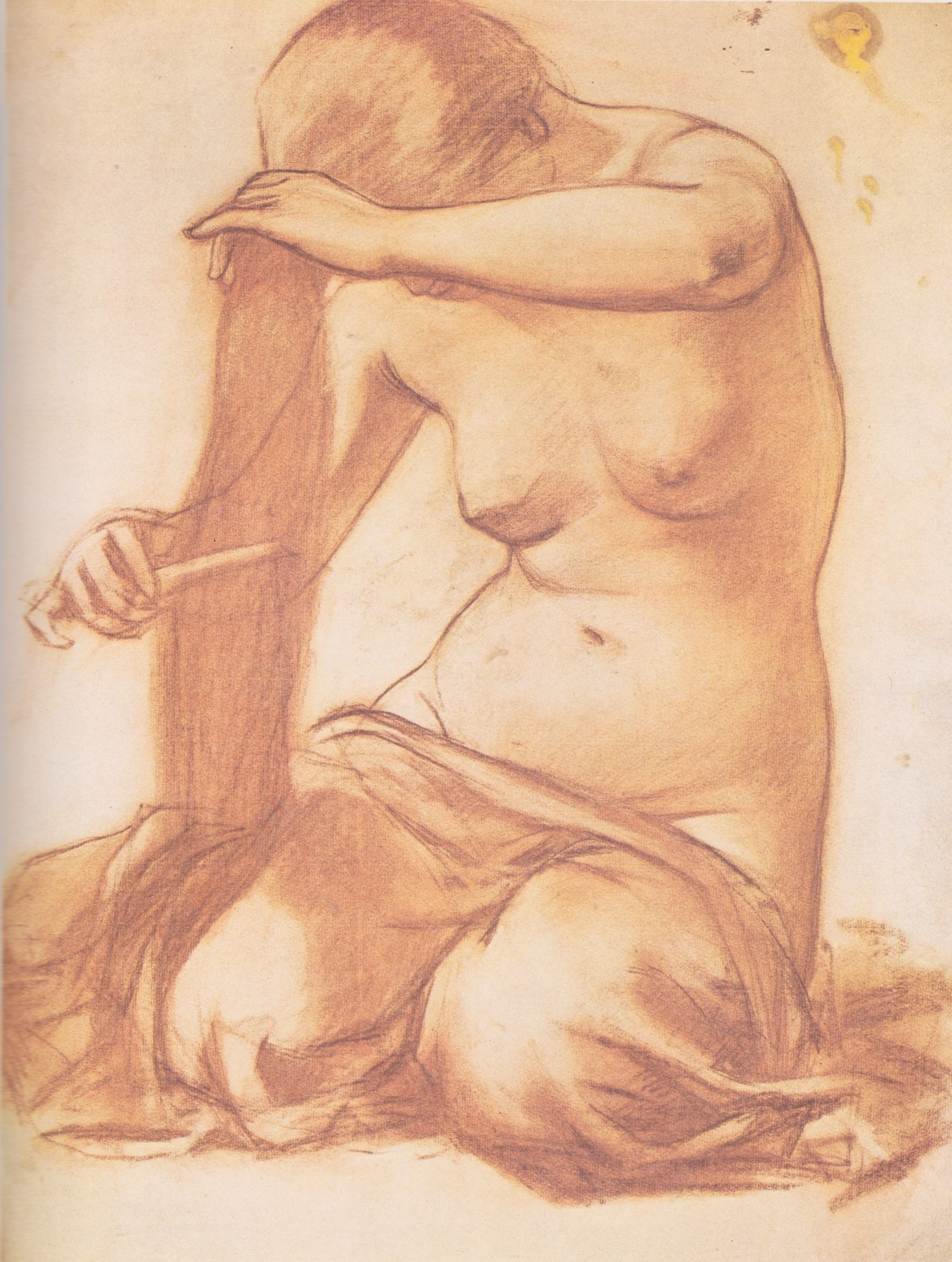
Причёсывая волосы (вариант 1918)
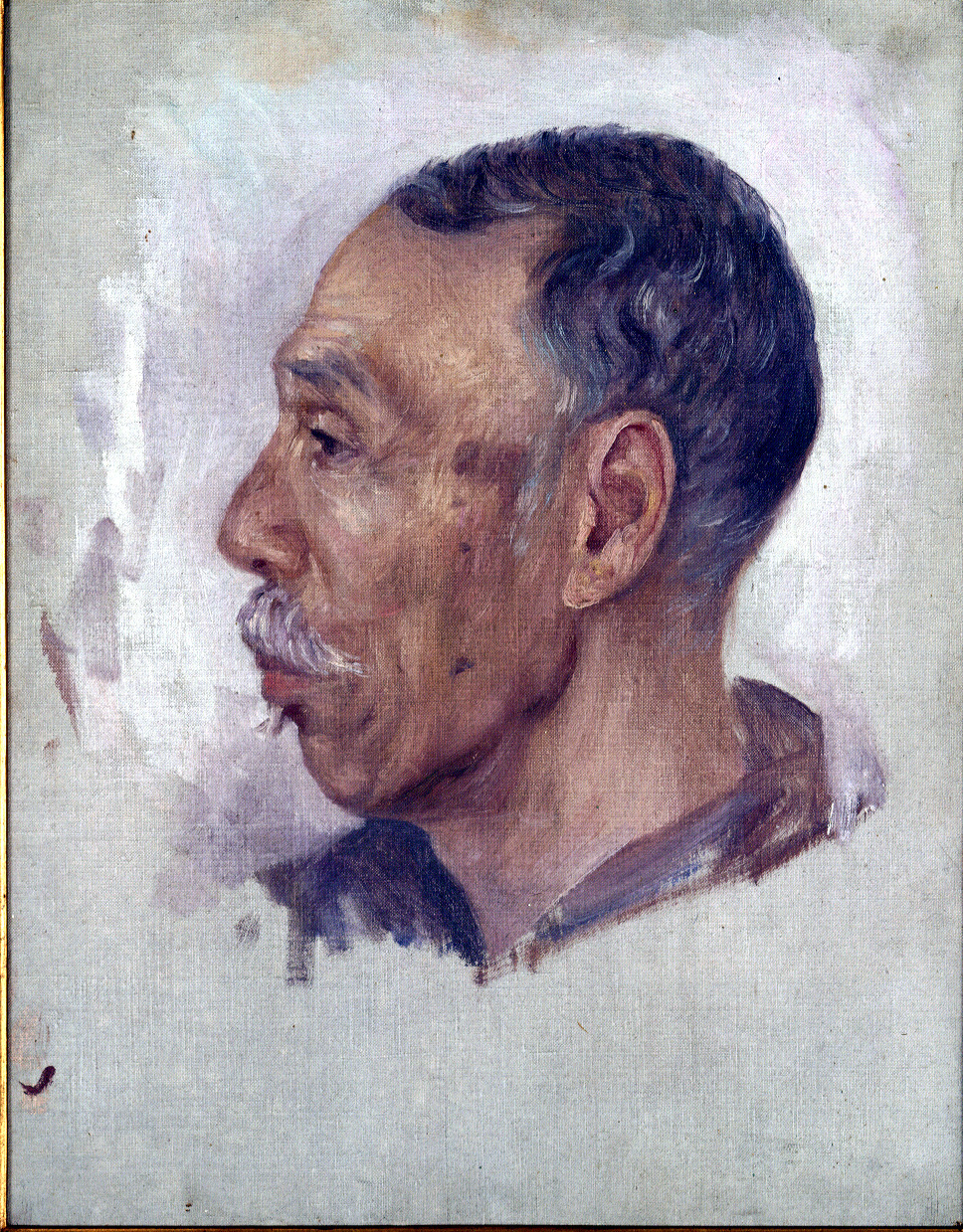
Портрет Ямагаты Аритомо
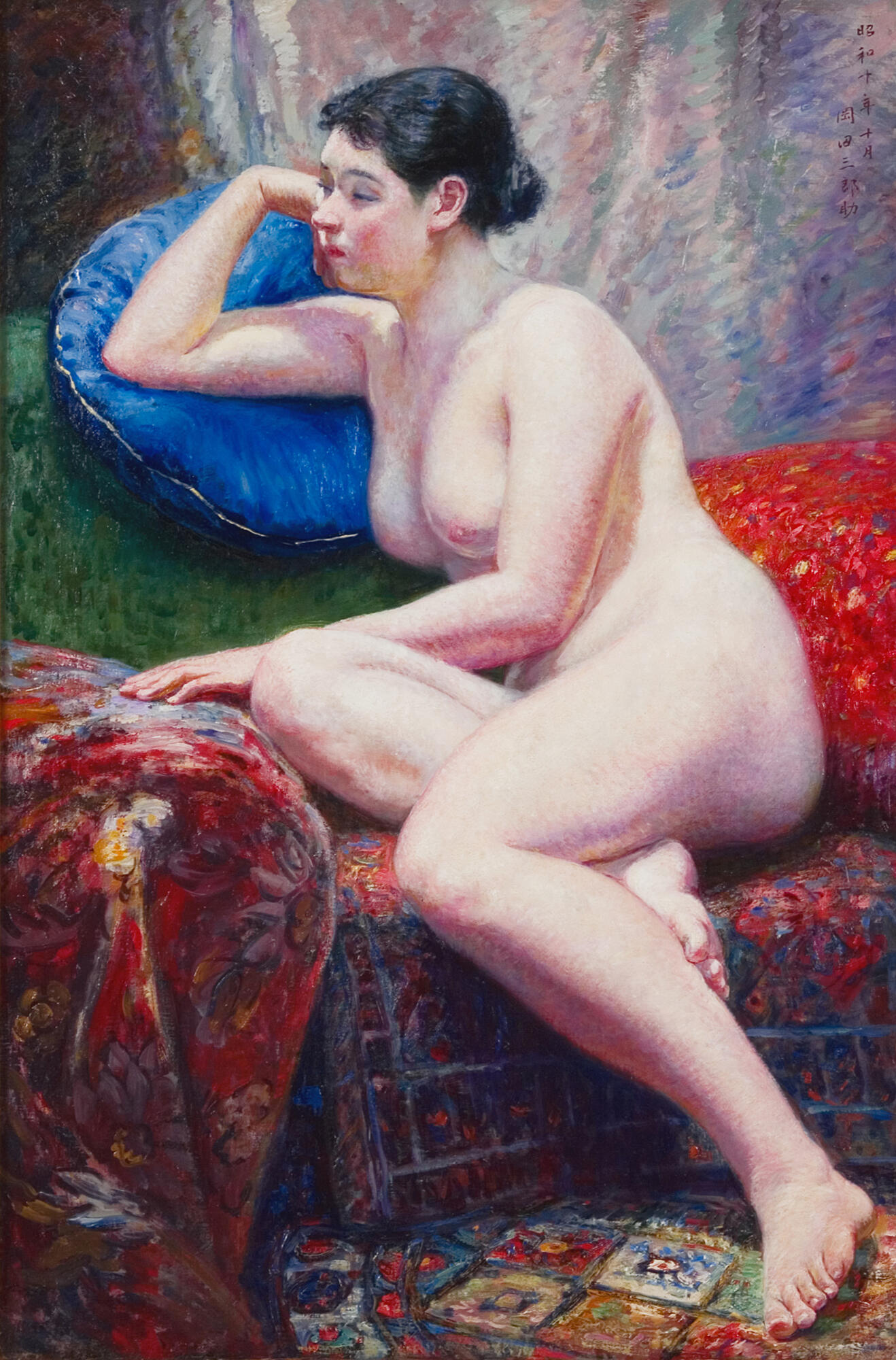
Ню (1935)
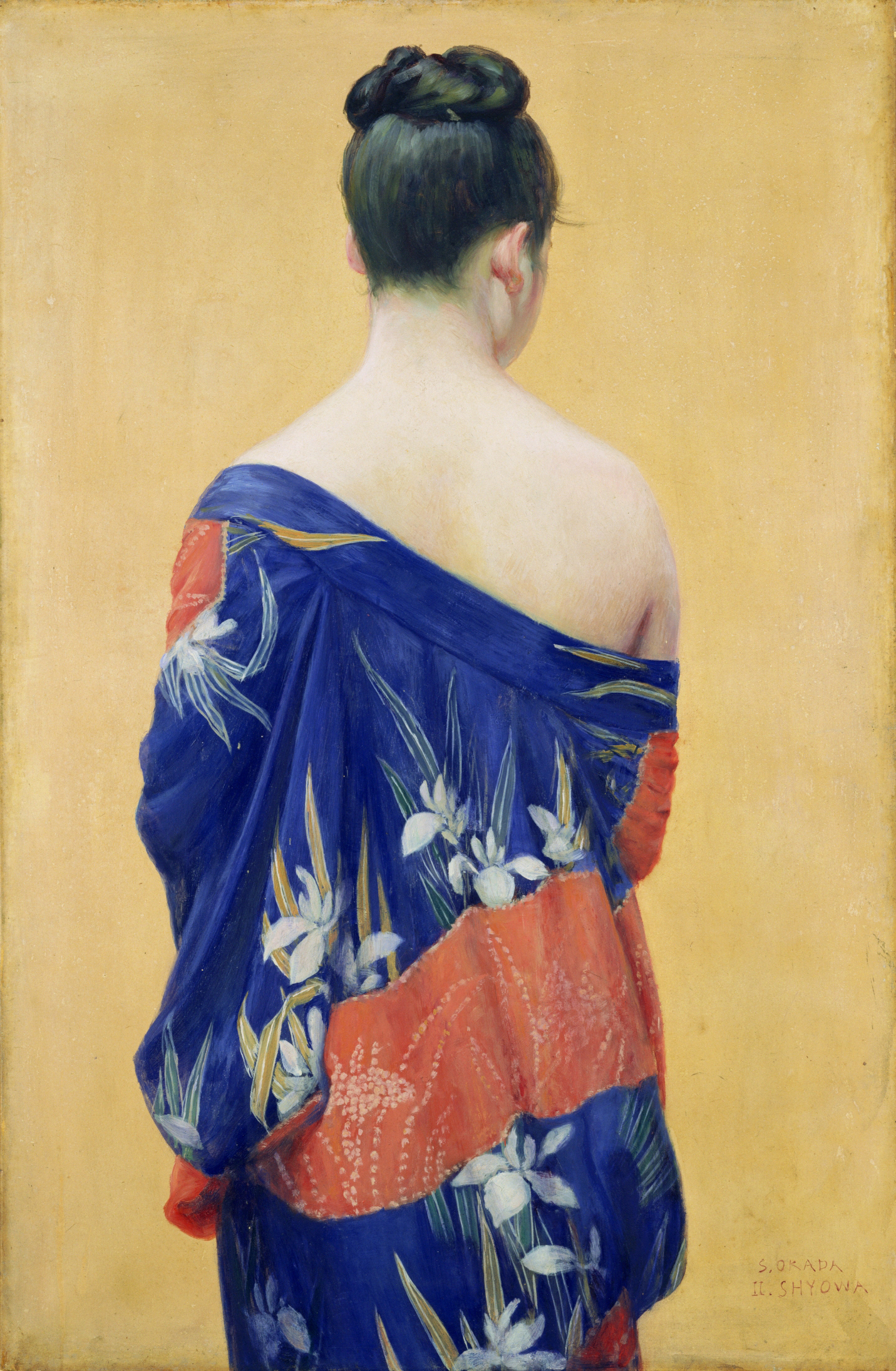
Кимоно с узором из ирисов (1927)

## Дополнения
- Работы Архивная копия от 9 мая 2017 на Wayback Machine в библиотеке Аодзора-бунко
- Музей префектуры Сага